# Marovato (Andilamena)
Pour les articles homonymes, voir Marovato.
Marovato est une commune urbaine malgache située dans la partie extrême-nord de la région d'Alaotra-Mangoro.